# اندازه انتقام
اندازه انتقام (به انگلیسی: Measure of Revenge) یا هیچ‌کس را زنده نگذار (به انگلیسی: Leave Not One Alive) فیلمی محصول سال ۲۰۱۸ و به کارگردانی پیفا است. در این فیلم بازیگرانی همچون ملیسا لیو، بلا تورن، جیک ویری، کوین کوریگان، بندیکت ساموئل، آدریان مارتینز، روما مافیا، مایکل پاتس و ماد سان ایفای نقش کرده‌اند.